# 石维坚
石维坚（1935年3月9日—2024年5月12日），江苏淮安人，中国话剧、影视表演艺术家，中央实验话剧院一级演员，中国青年艺术剧院原院长，中国电影金凤凰奖特别荣誉奖得主。

## 个人生平
1950年，进入上海人民艺术剧院演员培训学馆学习，并于1952年毕业。1953年，前往朝韩前线，为中国人民志愿军演出话剧《刘胡兰》。1956年调入中央实验话剧院，参演《一仆二主》、《桃花扇》、《汾水长流》等话剧。1981年，参演电影《天云山传奇》，并饰演男主角罗群。1983年，与谢晋合作电影《秋瑾》，并饰演孙中山。1991年，担任中国青年艺术剧院院长。1993年，率领剧院前往台湾演出话剧《关汉卿》。2024年5月12日在北京逝世，享年89岁。